# Іттіфак (партія)
Іттіфак (татар. «Иттифак», укр. «Згода») — татарська політична партія. Також відома під назвою «Татарська партія національної незалежності». Виникла як національно-радикальна фракція Татарського громадського центру.
Широка відома завдяки своїй боротьбі за цілковите відокремлення Республіки Татарстан від Російської Федерації. «Іттіфак» неодноразово наполягала на тому, що міжнародна спільнота, визнавши незалежність Косово, і Російська Федерація, що визнала незалежність Абхазії і Північної Осетії, повинні визнати і незалежність Республіки Татарстан.

## Історія
Вперше про створення партії було заявлено членами правління Татарського громадського центру Р. Мухаметдіновим та Ф. Байрамовою на зборах її прихильників у березні 1990 року. Установчі збори відбулись 27 квітня 1990 року в Казані. За рік, в квітні 1991 року, відбувся І з'їзд партії у м. Казані, на якому була прийнято статут та програму партії. «Іттіфак» була зареєстрована Міністерством юстиції Республіки Татарстан 3 січня 1992 року. Першим головою партії обрано Фаузію Байрамову.
І з'їзд партії відбувся у лютому 1993 року у м. Набережні Челни, на з'їзді була затверджена нова програма, символіка партії, обрані керівні органи партії. ІІІ з'їзд відбувся у вересні 1995 року у м. Нижньокамську, де було ухвалено низку партійних документів, що відображають тактику політичної боротьби партії.

### Політичні заяви

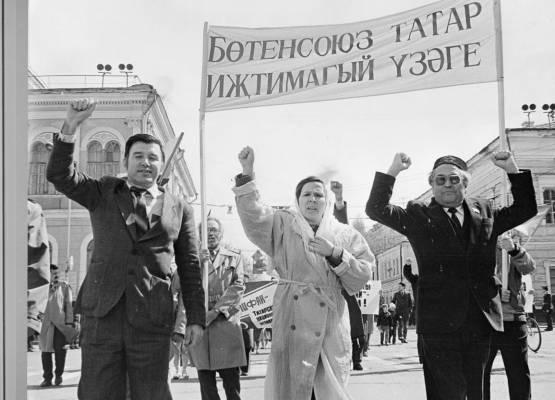
Травнева демонстрація: Р.Мухаметдінов, Ф.Байрамова, М.Мулюков. Республіка Татарстан, 1991 р.

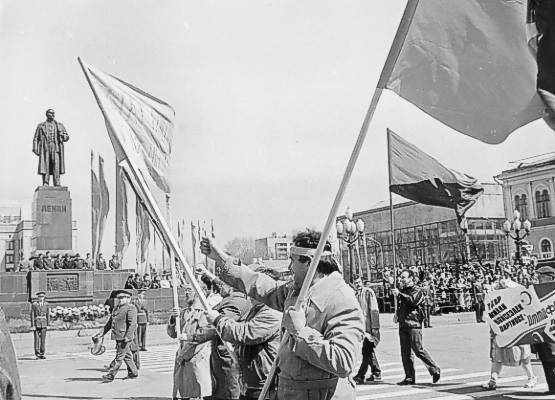
Мітинг татарської партії національної незалежності «Іттіфак». Республіка Татарстан, 1991 р.

«Іттіфак» завжди піддавалась критиці з боку федеральних ЗМІ та тискові зі сторони провладних структур. Партія неодноразово заявляла про утиски та переслідування:
16 вересня 2008 року, напередодні відзначення 456-ї річниці взяття Казані військами московського царя Івана Грозного, партія «Іттіфак» зробила гучну політичну заяву, яку поширили практично всі федеральні та чимала кількість закордонних ЗМІ:
|  | Ми завжди усвідомлювали, що добитися реалізації своїх планів можна лише у боротьбі. Починаючи з дня свого заснування і до сьогодні, партія «Іттіфак» переживала та переживає важкі труднощі, постійно відчуває протистояння. Проти національної партії, яка мирним шляхом піднялась на боротьбу за державну самостійність, з усіх сторін почався тиск та залунали погрози. З одного боку це мало місце від імперіалістичних сил, що прагнуть за всяку ціну зберегти цілісність Росії, з іншого боку проти неї виступили супротивники демократичних перетворень на місцях, сили, що прагнуть встановити тоталітарний режим у республіці. Тим не менш, керівництво партії вважає, що їй вдалось зробити свій вагомий внесок в ухвалення таких важливих рішень як Декларація про державний суверенітет Татарстану, проведення референдуму про державну незалежність (березень 1992), ухвалення нової Конституції Татарстану (листопад 1992). У ці роки дуже сильно змінилось соціальне та політичне становще в Татарстані, посилилась несправедливість, з'явились усі ознаки авторитарного режиму. Якщо до підписання Договору з Росією наша партія була готова співпрацювати з владою у справі реалізації суверенітету республіки, то з лютого 1994 року «Іттіфак» перейшов до жорсткої опозиції. Ми категорично відкидаємо політику угодовства з Москвою. На наш погляд, гласність періоду перебудови перестала існувати. Партія «Іттіфак» практично не має можливості донести свої ідеї та думки до широких кіл громадськості. На наш погляд, в останні роки вибори в Татарстані відбуваються з великими порушеннями закону. Як наслідок, члени «Іттіфак» та інших демократичних сил не змогли пробитися до парламенту республіки. Керівництво Татарстану, замість того, щоб боротися за державну незалежність Татарстану, за збереження релігії та мови нашої нації, за порятунок народу від лиха, всю свою потугу скерувало на знищення татарських націоналістів. |

|  | Татарський народ має повне право жити у своїй, незалежній державі! Татари, де б вони не мешкали, повинні виступити зі зверненням про визнання державної незалежності Татарстану |

|  | У ХХІ столітті Російська імперія, зібравшись усіма останніми силами, знову накинулась на татар, поставивши перед собою ціль знищити нас як націю. По всій Росії закриваються татарські школи, а в тих, що лишились, татарська мова не викладається; російські тюрми переповнені мусульманами-татарами; наші співвітчизники вимушені жити у радіаційних зонах; татарський народ не має жодних прав у цій країні. У таких умовах у нас залишається лише два виходи: підняти народ на боротьбу за незалежність, і, побудувавши власну татарську державу, почати жити за своїми законами, або перетворитись на росіян і припинити існування як самостійна нація. Ми, татари, повинні обрати перший шлях - це життя, боротьба і перемога! Правда на нашому боці! |

### Репресії
У 1998 році партійна газета «Алтын Урда» (укр. «Золота Орда») була закрита: реєстрація видання була визнана недійсною за рішенням суду. Головний редактор партійного часопису Рафаель Хаплехамітов заявив, що причиною закриття газети стала систематична критика республіканської влади, зокрема відома газетна публікація «Илгэ иблис ия булса» (укр. «Коли господар країни — Юда»). Суд визнав, що газета розпалювала міжнаціональну ворожнечу та закликала до захоплення влади в Республіці Татарстан. Одразу ж після оголошення вироку редакція заявила, що «не буде підкорятися рішенням колоніального суду та окупаційній владі». На підтвердження цих слів за кілька днів керівництво партії оголосило про перехід газети на нелегальне становище та повернення до країни самвидаву.
Лідер «Іттіфак» Фаузія Байрамова двічі зазнавала кримінального переслідування за свою політичну діяльність. Вперше, у лютому 2010 року, міський суд Набережних Челнів засудив політика за ч. 1 ст. 282 КК РФ (розпалювання міжнаціональної ворожнечі) на 1 рік умовно з випробовчим терміном. Вдруге Байрамова була засуджена у жовтні 2014 року — за статтю «Звірі та жертви», у яких вона описала гоніння на мирних мусульман у Татарстані.

## Структура
Вищий партійний керівний орган — з'їзд. Керівний орган між з'їздами партії — правління. Загальну координацію партійної роботи здійснює голова партії, обраний на з'їзді. Партія має 27 відділень, у тому числі за межами Татарстану. Діяльність партії «Іттіфак» здійснюється через парламентську боротьбу, участь у передвиборчих кампаніях, виступи в пресі, організацію мітингів, агітаційну роботу на масових заходах, загальних зборах та святкуваннях.
З 1990 р. видавались газети «Іттіфак» та «Республіка». З червня 1990 р. партія почала видавати газету «Алтын Урда» (укр. «Золота Орда»), — газета зареєстрована Міністерством друку та інформації Республіки Татарстан, видається у «Набережних Челнах».
Переважну більшість членства партії складають представники татарської інтелігенції (80 %), однак серед членів партії є робітники та селяни.

## Цілі та завдання
Програмові документи партії оформлені трьома мовами: російською, татарською та турецькою. Партія має на меті:
- відродження татарської нації;
- відновлення татарської державності;
- реалізація невід'ємних прав татарського народу, як суб'єкта міжнародного права.

Своїми тактичними завданнями «Іттіфак» визначила:
- Призупинення дії Договору між Росією та Татарстаном, зважаючи на те, що цей Договір суперечить Декларації про державний суверенітет Татарстану, результатам референдуму, що відбувся 21 березня 1992 року.
- Боротьба за міжнародне визнання державної незалежності Татарстану.
- Проведення в Татарстані нових демократичних виборів, зокрема і виборів глав адміністрацій.
- Звершення правосуддя над тими представниками влади, котрі боролись проти державної незалежності Республіки Татарстан, проти Конституції і проти татарської нації.
- Повернення народу силою відібраних в нього багацтв, встановлення справедливості.[8]